# Saint-Prim
Saint-Prim é uma comuna francesa na região administrativa de Auvérnia-Ródano-Alpes, no departamento de Isère. Estende-se por uma área de 7,3 km². Em 2010 a comuna tinha 1 421 habitantes (densidade: 194,7 hab./km²).